# ماتریکس را وارد کنید
ماتریکس را وارد کنید (به انگلیسی: Enter the Matrix) یک بازی ویدئویی به سبک اکشن ماجرایی، بر اساس مجموعه فیلم‌های ماتریکس، که توسط شرکت شاینی انترتینمنت ساخته شده و بوسیلهٔ آتاری در مه سال ۲۰۰۳ برای گیم‌کیوب، پلی‌استیشن ۲، اکس‌باکس و مایکروسافت ویندوز عرضه شده‌است. داستان بازی هم‌زمان با نسخهٔ ماتریکس: بارگذاری مجدد اتفاق می‌افتد و بیش از یک ساعت فیلم اصلی که توسط واچوفسکی‌ها کارگردانی شده است، را در بر دارد. شخصیت‌های اصلی بازی از بازیگران فیلم تشکیل شده‌اند که به صورت انحصاری برای بازی طراحی شده‌اند.
ماتریکس را وارد کنید در هجده روز اول انتشارش توانست یک میلیون نسخه به فروش برساند، که این فروش پس از شش هفته به ۲.۵ میلیون نسخه و در انتها توانست به فروش ۵ میلیون نسخه‌ای دست یابد.

## روند بازی
ماتریکس را وارد کنید به بازیکنان این اختیار را می‌داد تا کنترل دو تن از شخصیت‌های فرعی از فیلم‌های بارگذاری مجدد و انقلاب‌های ماتریکس به نام‌های گوست (آنتونی ونگ) و نایوبی (جادا پینکت اسمیت) را به عهده بگیرد. بازیکن می‌تواند نقش نایوبی یا گوست را در بدست بگیرد که با انتخاب هر یک از آن‌ها خط داستانی متفاوتی دنبال می‌شود. بیشتر مراحل بازی با دید سوم شخص بوده و با استفاده از سلاح‌ها و مهارت‌های مختلف باید دشمنان را شکست داده و اهداف مرحله را به پایان رساند. در هر زمان، بازیکن می‌تواند با فعال کردن قابلیت «بولت تایم» که در بازی با نام فوکوس شناخته می‌شود، گذشت زمان را کند کرده و به انجام حرکاتی شامل تیراندازی در هوا و جاخالی دادن از گلوله‌ها بپردازد.